# Kapitán Dabač
Kapitán Dabač je slovenský válečný film z roku 1959, který režíroval Paľo Bielik podle námětu Vladimíra Mináče. Jde o válečné psychologické drama osamělého slovenského důstojníka, muže, který se proti své vůli ocitl ve víru druhé světové války a Slovenského národního povstání a který zde prožívá velkou osobnostní krizi, která vyvrcholí jeho osamělým partyzánským odbojem vůči německým okupantům i slovenským gardistům. Hlavní úlohu kapitána Vlado Dabače zde ztvárnil slovenský herec Ladislav Chudík, pro něhož to byla jeho první velká filmová role. Snímek je dodnes ceněn pro svůj neotřelý pohled na problematické postavení člověka ve válce, který byl v tehdejším československém dobovém kontextu velmi novátorský a neotřelý.

## Hrají
- Ladislav Chudík - kapitán Vlado Dabač
- Elo Romančík - komisař Garaj
- Hilda Augustovičová - Naďa Dabačová
- Ctibor Filčík - gardista Gusto Slanec
- Zdena Grúberová - lekárnice Naďa Rybanská
- Eduard Bindas - německý major
- Ondrej Jariabek - Bórik
- Elena Latečková - Bórikova nevěsta
- Samuel Adamčík - děda Michailo
- Ivan Mistrík - Paľo, Dabačův bratr
- Eva Krížiková - Bórikova vnučka
- Jozef Budský - lékárník
- Martin Ťapák - voják Maťo
- Anton Michalička
- Jozef Hanúsek
- Branislav Koreň

## Štáb
- námět:	Vladimír Mináč
- scénář: Paľo Bielik
- kamera: Karol Krška
- hudba:	Milan Novák
- výprava-architekt: Ivan Vaníček
- střih:	Maxmilián Remeň
- zvuk: Jaroslav Plavec
- produkce: Vladimír Zimmer